# Матричные игры
Матричные игры представляют собой математические модели конфликтных ситуаций, в которых стороны конфликта (игроки) обладают конечным или бесконечным количеством стратегий (способов действия). Простейшим случаем является игра двух лиц с нулевой суммой, имеющих конечное число стратегий. В этом случае выигрыш одного игрока равен проигрышу другого, т. е. сумма выигрышей игроков равна нулю. Выигрыш определяется матрицей игры (матрицей платежей), она же является Нормальной формой игры. В общем случае в игре участвует любое количество сторон, а игра имеет произвольную сумму. При этом игроки могут образовывать коалиции с целью увеличения своего выигрыша.

## Матричная игра и линейное программирование
Пусть матричная игра задана множеством стратегий первого игрока {\displaystyle M}, множеством стратегий второго игрока {\displaystyle N} и матрицей платежей {\displaystyle A[M,N]}.
Рассмотрим две задачи линейного программирования
Задача 1
Найти максимум {\displaystyle 1^{T}[N]y[N]}
При ограничениях
{\displaystyle A[M,N]y[N]\leq 1[M]}
{\displaystyle y[N]\geq 0[N]}
Задача 2 (двойственная)
Найти минимум {\displaystyle 1^{T}[M]x[M]}
При ограничениях
{\displaystyle A^{T}[N,M]x[M]\geq 1[N]}
{\displaystyle x[M]\geq 0[M]}
Известно, что следующие утверждения эквивалентны
1. Матричная игра имеет положительную цену игры
2. Задачи 1 и 2 разрешимы, при этом, если {\displaystyle v} — цена игры,
{\displaystyle x[M]} и {\displaystyle y[N]} — оптимальные решения,
то {\displaystyle 1/v=1^{T}[N]y[N]=1^{T}[M]x[M]}
и {\displaystyle 1^{T}[N]y[N]}, {\displaystyle 1^{T}[M]x[M]} будут оптимальными смешанными стратегиями игроков.

Замечание: При {\displaystyle v<=0} можно прибавить ко всем элементам матрицы (достаточно большую) константу, что не меняет стратегии игроков. Можно, например, найти минимальный элемент (отрицательный) и использовать его абсолютное значение в качестве добавки.